# Music Written for Monterey 1965, Not Heard... Played in Its Entirety at UCLA
Music Written for Monterey 1965, Not Heard… Played in Its Entirety at UCLA ist ein Jazz-Album von Charles Mingus, das am 25. September 1965 bei einem Konzert in der Royce Hall der University of California, Los Angeles (UCLA) mitgeschnitten und von Mingus 1966 auf seinem eigenen Label Jazz Workshop veröffentlicht wurde. Das von Mingus als „Workshop“ organisierte Konzert ließ die Besucher an Mingus’ kreativem Prozess teilhaben; auch der Hörer wird in die inneren Prozesse des Komponisten, seine Rufe und Zurechtweisungen eingeweiht.

## Hintergrund des Albums
In der Mitte des Jahres 1965 arbeitete Mingus zunächst mit einer Quintettbesetzung, trat aber nur noch selten auf (u. a. im Minneapolis, mitgeschnitten auf My Favorite Quintet) und beschäftigte sich ansonsten vorwiegend mit Komponieren, jedoch nicht für seine Working Band, die inzwischen (nach dem Ausstieg von Pianist Jaki Byard) auf Quartettgröße reduziert war. Er komponierte neues Material für eine Oktett-Instrumentierung, die als mittelgroße Band ähnliche Klangmöglichkeiten wie das Nonett von Birth of the Cool von Miles Davis der Jahre 1949/50 hatte. Zu den regulären Musikern Charles McPherson, Lonnie Hillyer und Dannie Richmond holte Mingus die Trompeter Hobart Dotson, Jimmy Owens, den Hornisten Julius Watkins und den Tubisten Howard Johnson hinzu. Mit dieser Besetzung arbeitete der Bandleader mehrere Wochen zwischen Juni und September 1965 im New Yorker Jazzclub The Village Gate. Die geprobte Musik hatte Mingus für den Auftritt auf dem Monterey Jazz Festival konzipiert; sie kam dort aber nicht zur Gänze zur Aufführung, sondern erst eine Woche später in Royce Hall der UCLA in Los Angeles.
Nach seinem großen Erfolg bei dem Monterey Jazz Festival von 1964 war Mingus’ Auftritt im folgenden Jahr eine große Enttäuschung: Mingus beabsichtigte mit der Ausrichtung des Auftritts als Workshop statt einer Aufführung, das Publikum an den Gedanken des Künstlers als Komponist-Leiter-Produzent teilhaben zu lassen, „um den kreativen Prozess genau so wie dessen Produkt zu veranschaulichen.“ Nach einer halben Stunde hörte er bereits auf, als er spürte, dass sein Zeitfenster begrenzt war und ihm das Publikum nicht die gebotene Aufmerksamkeit schenkte. Nur drei der vorbereiteten Stücke wurden dort präsentiert, um das Konzert dann mit When the Saints Go Marching In abzuschließen.
Nach den Erinnerungen von Charles McPherson lehnte Mingus für die beteiligten Musiker geschriebene Parts ab; Mingus hatte ihm z. B. über das Telefon seinen Part vorgespielt, während der Altsaxophonist am anderen Ende der Leitung versuchte, Mingus’ Idee auf seinem Instrument zu spielen, nur dass Mingus am nächsten Tag seine Idee wieder verwarf.

## Musik des Albums
Das (auf der CD-Ausgabe auch im zeitlichen Verlauf) dokumentierte Konzert an der UCLA wurde von deren Aufnahmeteam mitgeschnitten. Es begann mit einer verbalen Einführung durch Mingus:

“I’d like to let you know who’s in this group—the same people who were at Monterey, and actually, we’re gonna play the music we planned to play there, and for some reason uh … this is not an apology … we only had twenty minutes. No one knows who the guy was with the red beard—Jesus or Buddha, Moses Muhammad somebody, but he said ‘Get off.’ And they can’t find him, neither can I.”

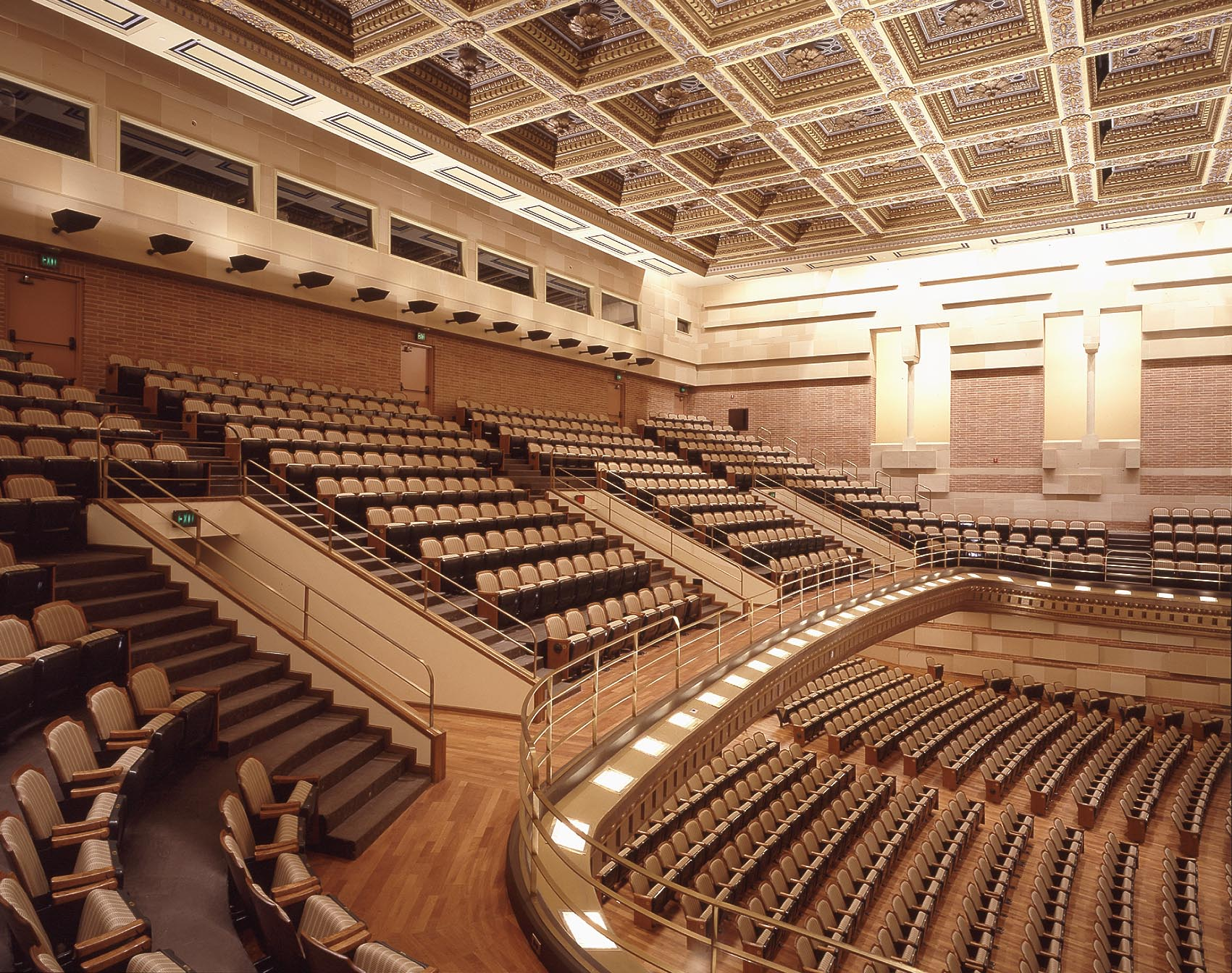
Auditorium der Royce Hall, in der das Konzert stattfand

Es folgte eine ausgedehnte, kammermusikalisch orientierte Komposition des Bassisten, Meditation on Inner Peace (das nicht mit Meditations on Integration in Verbindung steht), geprägt durch das Arco-Spiel des Bassisten. Mingus und Schlagzeuger Dannie Richmond kamen jedoch am Schluss des Stücks zu früh hinzu. Nach Ansicht von Brian Priestley illustriert die Aufführung an der UCLA „die Intoleranz gegenüber seinen Musikern“, als er sie nach einem missglückten Beginn seiner neuen, an Kurt Weill angelehnten Komposition Once Upon a Time There Was… vor dem Publikum beschimpfte und mit obszönen Gesten beleidigte. Das junge Publikum reagierte humorvoll mit Lachen. Anschließend demonstrierte er den Musikern seine Vorstellungen, wie das Stück gespielt werden soll, am Klavier und brach das Stück dann ganz ab. Mingus schickte die Brass Section des Oktetts – Jimmy Owens, Hobart Dotson, Julius Watkins und Howard Johnson – wegen ihrer „geistigen Langsamkeit“ (mental tardiness) zum Üben hinter die Bühne.
Stattdessen folgte eine in Quintettbesetzung (Mingus, Richmond, McPherson und Hillyer) vorgetragene Ode to Bird and Dizzy (alias Bird Preamble), ein Medley aus Bebop-Themen wie Hot House, Parker’s Mood, Ornithology, Bebop, Shaw Nuff, Salt Peanuts und A Night in Tunisia, komponiert von Charlie Parker, Dizzy Gillespie, Denzil Best, Fats Navarro, Max Roach, Oscar Pettiford und Tadd Dameron (wie Mingus auf dem Albumcover auflistete). Anschließend folgte – wieder in großer Besetzung und melancholisch angelegt – Mingus’ neue Komposition They Trespass the Land of Sacred Sioux, bei der Mingus Klavier spielte und so melodische und rhythmische Ideen beisteuerte, die von McPherson in dessen Solo verarbeitet wurden, während Watkins „einen bitonalen, außerhalb des Tempos gespielten Kavallerieangriff“ einfügte. Nach Ansicht der New York Times war die stark auf die Blechbläser orientierte Besetzung unüblich für eine Mingus-Band, „und die Arrangements schwelgen in Blech-Choral-Akkorden.“
Das folgende The Arts of Tatum and Freddy Webster war dem Trompeter Freddie Webster gewidmet. Solist war Howard Dobson, dessen Spiel an Benny Bailey und Johnny Coles erinnert. Mingus war unverkennbar mit der Aufführung seiner Komposition zufrieden, was er mit „everything is fine now“ ausdrückte. Nach einer weiteren Ansprache des Bandleaders folgte eine erneute Aufführung von Once Upon a Time, There Was a Holding Corporation Called Old America; Mingus spielte hier Klavier. In einem Walzer-Abschnitt rief Mingus dann begeistert einem alten Weggefährten Dannie Richmond zu: „Love, Dee. It’s you and me.“ „Bald darauf singt der fröhliche Bandleader mit der Musik im spitzen Falsett, vielleicht um den Musikern ihre Parts zukommen zu lassen, aber wahrscheinlicher ist, dass er seine unbändige Wonne darüber ausdrückte, dass die Aufführung erfolgreich war.“ Sechs Jahre später nahm Mingus die Komposition unter dem Titel Shoes of the Fisherman’s Wife auf Let My Children Hear Music (1971) erneut auf.
Nach dem kurzen Muskrat Ramble des New Orleans Jazz Veteranen Kid Ory in Form einer musikalischen Parodie (mit Lonnie Hillyer als Solisten) folgt die Mingus-Komposition Don’t Be Afraid, The Clown’s Afraid Too, die mit einer von Dotson gespielten Fanfare beginnt und einen harmonisch veränderten Abschnitt aus Dvořáks Humoresque (1894) enthielt, als Tribut an die Jazz-Version von Art Tatum. In der das Konzert abschließenden Mingus-Komposition Don’t Let It Happen Here setzt Mingus die Verbindung von Lyrik und Musik ein, indem er über gehaltenen Akkorden im Stile von Aaron Copland eine freie Adaption eines Textes von Martin Niemöller („Als die Nazis die Kommunisten holten, habe ich geschwiegen; ich war ja kein Kommunist.“) vorträgt, der sich hier auf den Unruhen von Watts einen Monat zuvor bezieht  (I’m as guilty of genocide as all the rest of you who do nothing). Er endet mit den Zeilen:
Then one day they came and they took me,

And I could say nothing because I was as guilty as they were,

For not speaking out and saying that all men have a right to freedom.
Nach der Rezitation trieb Mingus die Band in ein schnelles Themenspiel, das entfernt an den Haitian Fight Song von 1955 erinnert; Jimmy Owens spielte hier ein Flügelhornsolo.
Charles Mingus konnte anschließend die Arbeit mit dem Oktett mit einem Konzert in San Francisco fortsetzen und musste dann die Gruppe auf ein Septett (in dem Posaunist Tom McIntosh die beiden zusätzlichen Trompeter ersetzte) und schließlich auf ein Sextett reduzieren, als er am 21. Dezember 1965 ein sechswöchiges Engagement im New Yorker Five Spot begann. Zu den wenigen weiteren Auftrittsmöglichkeiten gehörte ein Solidaritätskonzert für die Fakultätsmitglieder der St. John’s University im Februar 1966.

## Titelliste

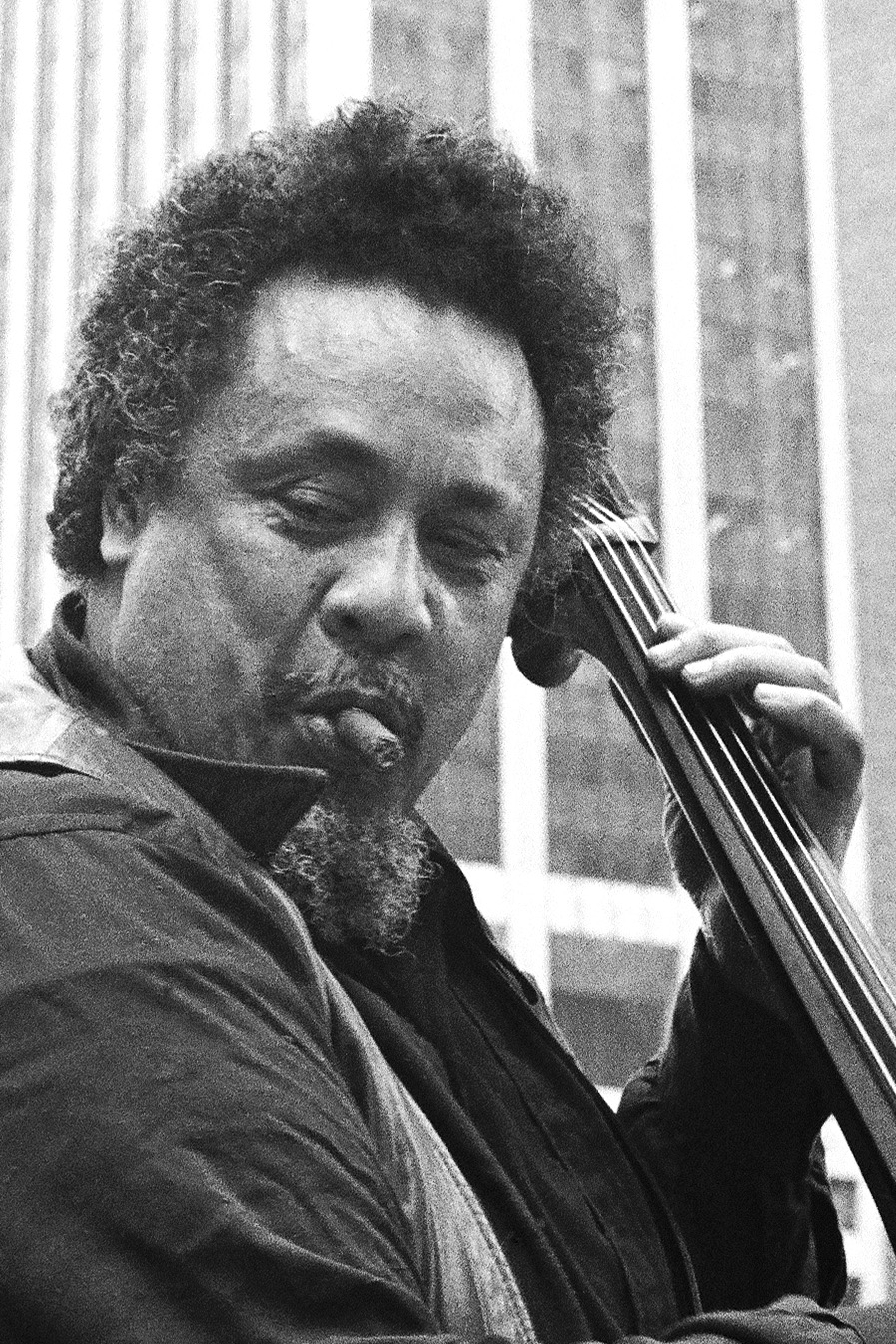
Charles Mingus 1976 in Manhattan (New York)

- Charles Mingus: Music Written for Monterey 1965, Not Heard… Played in Its Entirety at UCLA (Sunnyside SSC 3041, EmArcy 0602498427590)

1. Disc
1. Opening Speech – 0:42
2. Meditation on Inner Peace Part I – 17:57
3. Speech Introducing Musicians – 1:41
4. Meditation on Inner Peace Part II – 0:51
5. Speech – 0:15
6. Once Upon a Time There Was a Holding Corporation Called Old America (1st False Start) – 0:08
7. Lecture to Band – 0:27
8. Once Upon a Time, There Was a Holding Corporation Called Old America (2nd False Start) – 1:22
9. Ode to Bird and Dizzy [alias „Bird Preamble“] (Charlie Parker, Dizzy Gillespie, Denzil Best, Fats Navarro, Max Roach, Oscar Pettiford, Tadd Dameron, Lonnie Hillyer, Charles McPherson, Danny Richmond) – 10:18
10. Speech: Call Octet Back – 0:54
11. They Trespass the Land of Sacred Sioux – 7:11

2. Disc
1. Speech: Introduction to Hobart Dotson/The Arts of Tatum and Freddy Webster – 10:01
2. Speech – 1:24
3. Once Upon a Time, There Was a Holding Corporation Called Old America – 11:01
4. Speech: Introduction to Lonnie Hillyer – 0:35
5. Muskrat Ramble (Irrtümlich so seit der Erstedition aufgeführt, handelt es sich jedoch um den Twelfth Street Rag von Euday L. Bowman)[11] (Kid Ory, Ray Gilbert) – 3:11
6. Pause – 0:11
7. Don’t Be Afraid, The Clown’s Afraid Too – 8:21
8. Don’t Let It Happen Here – 10:53

Soweit nichts anderes angegeben, stammen alle Kompositionen von Charles Mingus. Die Titelliste entspricht der CD-Ausgabe des Konzertmitschnitts; die ursprüngliche LP-Ausgabe ist wesentlich kürzer.

## Editorischer Hinweis
Mingus konnte auf seinem eigenen Plattenlabel lediglich 200 Exemplare des in Mono aufgenommenen Doppelalbums per Mail-Order verkaufen, bevor ihm das Geld für sein Unternehmen ausging. Die Original-Masterbänder waren bei Capitol Records eingelagert und wurden 1971 bei Aufräumarbeiten ohne Benachrichtigung des Eigentümers zerstört. Fred Cohen vom Jazz Record Center und Susan Mingus überwachten die Wiederveröffentlichung von 1984, der auf der Erst-Ausgabe aufbaut. Diese Ausgabe enthielt auch eine 7-Zoll-Single mit dem Stück They Trespass the Land of the Sacred Sioux, mitgeschnitten beim Auftritt des Mingus-Oktetts in Monterey. Die spätere CD-Ausgabe enthält im Booklet neben den von Mingus verfassten Original Liner Notes eine Sammlung dessen handschriftlicher Notizen und einen Auszug aus einem Comic Strip, den er gestaltete, um seinen Platten-Versand zu bewerben.

## Rezeption
Scott Yanow bewertete das Album in AllMusic lediglich mit drei (von fünf) Sternen und merkte an, dass es einige starke Momente in diesem Mitschnitt gebe; insgesamt sei es jedoch eine „unbeständige, wenn auch farbenfreudige Leistung.“
Für die Mingus-Biografen Horst Weber und Gerd Filtgen ist der UCLA-Mitschnitt ein „Meisterwerk“; Meditation on Inner Peace „enthält die schönsten Soli, die Hillyer und McPherson je einspielten. Dazu ist Mingus mit herrlich sauber intonierten Arco-Beiträgen zu hören; Julius Watkins entlockt dem French Horn originelle Klänge, die bislang unerreicht auf diesem Instrument sind.“
Für John Pareles ist der Mitschnitt schon allein deshalb von Bedeutung, weil er Gelegenheit dazu gibt, sonst unveröffentlichte Mingus-Werke wie They Trespass the Land of the Sacred Sioux, Don’t Let It Happen Here und The Arts of Tatum and Freddy Webster sowie dessen Arrangement von Muscrat Ramble und die Bebop-Suite Ode to Bird and Dizzy zu hören.
Der Kritiker des Austin Chronicle (2007) befand das Album für „nicht wesentlich, aber an manchen Stellen gewagt (The nonessential but sometimes daring); UCLA 1965 sei „eine lose, gebrochene, politisch gemeinte Oktett-Sache im Jazz-Workshop-Stil“ (loose, fractious, politically minded, jazz-workshop-type octet affair). Zu den hervorhebenswerten Momenten des Albums zähle 'Don’t Let It Happen Here', ansonsten sei es nur etwas für eingefleischte Mingus-Anhänger.“

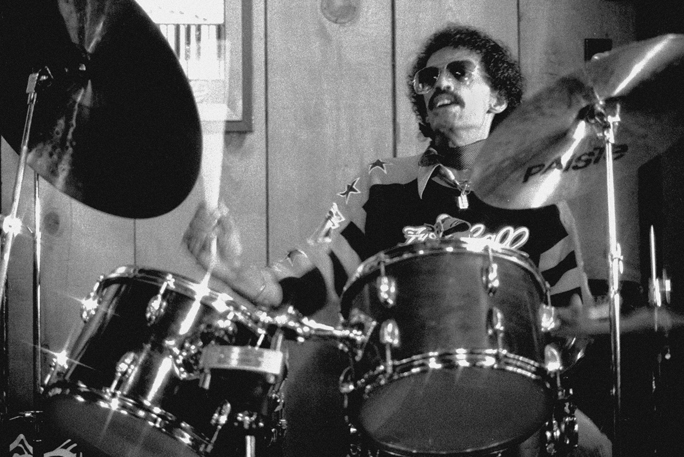
Dannie Richmond (1981)

Marc Medwin wies in seiner Besprechung in Dusted auf den Workshop-Charakter der UCLA-Aufführung von Mingus’ Kompositionen hin; „Mingus konnte das Ensemble so wie bei einer Probe oder einer Aufnahmesession leiten, mit all den dazu gehörigen Höhepunkten und Fallstricken, gegenüber einem zahlenden Publikum, ein Format, das er in den vorangegangenen zehn Jahren angewandt hatte.“ So sei es dazu gekommen, dass Mingus die Einleitung von „Once upon a Time, there was a Holding Corporation called Old America“ auf dem Klavier erklären musste und dem Publikum ironisch mitteilte: This is gonna be a long concert, so relax yourselves. Die pianolose Gruppe, die während der anschließenden Proben der Blechbläser das Bebop-Stück Ode to Bird and Dizzy spielte, erinnere an Mingus’ Candid-Sessions um 1960; hervorhebenswert sei dabei Dannie Richmonds explosives, aber kontrolliertes Schlagzeugspiel, das verdeutliche, warum ihn Mingus so regelmäßig auf dem Drum chair einsetzte.
Francis Davis schrieb in der Village Voice (2007), der Konzertmitschnitt beleuchte „ein verloren gegangenes Kapitel in Mingus’ Leben“, kurz bevor er für sechs Jahre verstummte, an seiner Autobiographie arbeitete und mit seiner bipolaren psychischen Störung rang. „Man könne sich das Konzert als herausgeputzte (oder unverarbeitete) Probe von Let My Children Hear Music vorstellen, und es so nichts weniger als essentiell. Außerdem, wo außer in Sun Ras Jazz in Silhouette, hat man die Gelegenheit Hobart Dotson als Solisten zu hören?“
Samuel Chell fand in seiner Rezension der Neuausgabe (2006) des Mitschnitts in All About Jazz „Mingus’ Wahl der Instrumentierug für sein Oktett gelinde gesagt kurios. Man könnte argumentieren, dass die drei Trompeter einander in die Quere kommen und letztlich nicht dazu dienen, die Texturen von Mingus’ Harmonien und Bass-gesteuerten Progressionen zu verstärken. Möglicherweise wurde Julius Watkins’ Waldhorn ausgewählt, die Register abzudecken, die sonst Jimmy Kneppers Posaune zugeordnet sind […]“. Hingegen sei der Einbezug von Howard Johnsons Tuba in jeder Hinsicht sinnvoll gewesen, nicht nur wegen seiner unverkennbaren Beiträge zu der traditionellen New Orleans-Nummer (Muskrat Ramble), sondern auch, weil es Mingus erlaubte, ohne dass die Bass-Stimme fehlte, zum Klavier zu wechseln.
Für Chell ist die erste Hälfte des Konzerts die überzeugendere, vor allem in klanglicher Hinsicht – auch wenn für Mingus die Aufführung sich wohl erst in der zweiten Hälfte zusammenfand. Hervorhebenswert sei vor allem die Eröffnungskomposition, Meditation On Inner Peace, eine „erstaunliche Einladung“, die „den Bandleader mit Bogenspiel im Celloregister über dem unverminderten Dröhnen zeigt, das von der Tuba gespeist wird. Allmählich erfasst die schwermütige musikalische Andacht eine Intensität, indem die anderen Musiker in ihre individuellen Beiträge zu dem ansteigend geschichteten Klagelied beisteuern, das eine klangliche und emotionale Klimax mit dem perkussiven Zauber durch Schlagzeuger Dannie Richmond erreicht“.
Die Ode to Bird and Diz sei „ein verspielter Austausch und eine surreale Collage“; unzweifelhafter Höhepunkt des Medleys der Bebop-Nummern sei die „frostigste Version“ von Hot House, die je aufgenommen wurde. Zur elegischen Stimmung habe dann Charles McPhersons Spiel auf dem Altsaxophon mit seinen Referenzen an die Standards Alone Together und If I Should Lose You beigetragen. Das Solo von Hobart Dotson leidet nach Ansicht des Rezensenten unter den schwierigen Aufnahmebedingungen; daher klinge die Trompete nie integriert in den Rest der Gruppe, die beim Spiel der Harmonie-Parts „unverbindlich und matschig“ klinge.
Muskrat Ramble komme in dem Konzert ein wenig wie eine „komische Pause“ daher, „wenn es auch zweifellos ein ernstzunehmender Wink mit der [Jazz]-Tradition“ sei, auch wenn McPhersons Nachempfindungen des Stils sicherlich zu wünschen übrig lassen. Doch die polyphone Textur der New-Orleans-Nummer leiste den Übergang zu Don’t Be Afraid, The Clown’s Afraid Too, eine Fuge, deren Darbietung mit Unterbrechungen erfolgreich ausfalle. Das Finale des Konzerts, Don’t Let It Happen Here, unterstreiche sowohl Mingus’ Fähigkeit als Erzähler als auch sein Können, einen poetisch-politischen Text mit den passenden musikalen Äquivalenten zu verbinden. Resümierend kommt Chell zum Schluss, dass angesichts der Klangprobleme der vorliegende Mitschnitt der „schillernden, launenhaften UCLA-Performance des Komponisten als ein unverzichtbares „Dokument“ anzusehen ist“ und sowohl Einblicke in Charles Mingus’ kreative Prozesse als auch dessen privates, schwer fassbares „Selbst“ verschafft. Seine Witwe Sue zitiert ihn in dieser Hinsicht folgendermaßen:

„I’m trying to play the truth of what I am. The reason it’s difficult is because I’m changing all the time.“

Die CD-Ausgabe erhielt 2006 den Prix de la Meilleure Réédition ou du Meilleur Inédit der Académie du Jazz.